# 9248 Sauer
9248 Sauer (4593 P-L) là một tiểu hành tinh vành đai chính.